# Volvo 262 C
Der Volvo 262 C ist ein von Mitte 1976 bis Anfang 1982 gebauter Personenwagen des schwedischen Automobilherstellers Volvo. Er hatte keinen unmittelbaren Vorgänger, wird jedoch von manchen als Nachfolger des Schneewittchensarg genannten Volvo P1800 ES angesehen. Als Zielgruppe hatte Volvo in erster Line wohlhabende Einwohner der Großstädte an der nordamerikanischen Ost- bzw. Westküste vorgesehen.

## Modellgeschichte

### Entwicklung
Die Entwürfe für den 262 C stammten von Volvos Hausdesigner Jan Wilsgaard. Das italienische Karosseriewerk Bertone, dem der Entwurf vielfach zugeschrieben wird, hatte mit der Gestaltung nichts zu tun. Bertone übernahm lediglich die Serienfertigung der Fahrzeuge.
Der erste Prototyp wurde von Coggiola im italienischen Beinasco hergestellt. Als Basis diente ein Volvo 164. Coggiola entfernte die hinteren Türen sowie das serienmäßige Dach; daraufhin wurde ein deutlich niedrigeres Dach mit einer kürzeren Windschutzscheibe installiert. Dieser Prototyp existiert noch heute. Die Erkenntnisse aus dem Umbau jenes Volvo 164 wurden bei der Fertigung des 262 C durch Bertone berücksichtigt.

### Produktion bei Bertone
Insgesamt entstanden in der knapp sechsjährigen Bauzeit 6.622 Exemplare des Volvo 262 C. In einer Kleinserie waren 50 Umbauten zum Cabriolet geplant, die durch Volvo Cars of North America beim Karosseriebauer Solaire in Kalifornien beauftragt wurden. Gebaut wurden jedoch lediglich 5 Exemplare, da im schwedischen Hauptsitz Sorgen bestanden, dass die Cabriolets dem eigenen Sicherheitsanspruch nicht genügen könnten.

### Ausstattung und Motorisierung
Die Fahrzeuge werden dem Marktsegment der oberen Mittelklasse zugeordnet, obwohl sie für ihre Zeit sehr umfangreich und aufwändig ausgestattet waren. Neben Klimaanlage, Tempomat und Sitzheizung waren Ledersitze, Wurzelholz, elektrische Fensterheber sowie Servolenkung serienmäßig. Als Getriebe standen ein manuelles Viergang-Getriebe mit Overdrive sowie eine Dreigang-Automatik von BorgWarner zur Wahl.
Als Motor wurde ein Sechszylinder-Einspritzmotor verwendet. Die als PRV-Motor bekannte Maschine war in Kooperation mit Peugeot und Renault entwickelt worden und schon seit Sommer 1974 in den Limousinen und Kombis der Baureihe Volvo 260 im Einsatz.
Bei Einführung des 262 C im August 1976 leistete die Maschine 103 kW (140 PS) aus 2,7 Litern Hubraum. Im Folgejahr wurde die Leistung auf 109 kW (148 PS) angehoben.

### Modellpflege
Im Spätsommer 1978 erhielt das Coupé 262 C, wie auch die Limousinen 264, einen nach unten gezogenen Kofferraumdeckel und neue, von der Seite sichtbare Rückleuchten.
Im Herbst 1980 wurde das Coupé wiederum parallel zu den übrigen Modellen der Serie 260 einer Modellpflege unterzogen. Dabei wurden Armaturen, Scheinwerfer, Blinker und Stoßfänger überarbeitet. Der Hubraum wurde auf 2,9 Liter vergrößert und die Motorleistung auf 114 kW (155 PS) angehoben. Die Höchstgeschwindigkeit lag bei ca. 180 km/h.
In den ersten beiden Produktionsjahren wurden die Wagen werksseitig ausschließlich in Silbermetallic mit schwarzem Vinyldach geliefert. Ab Modelljahr 1979 war auch Goldmetallic verfügbar. Die letzte Serie ab Herbst 1980 war darüber hinaus in den Farben Schwarz, Braun und Hellblaumetallic erhältlich – wahlweise mit oder ohne Vinyldach.
Die Solaire-Cabrios haben neben anderen Extras wie elektrischen Fensterhebern im Innenraum Holzvertäfelungen und sollen alle mit hellen Leder ausgestattet sein.

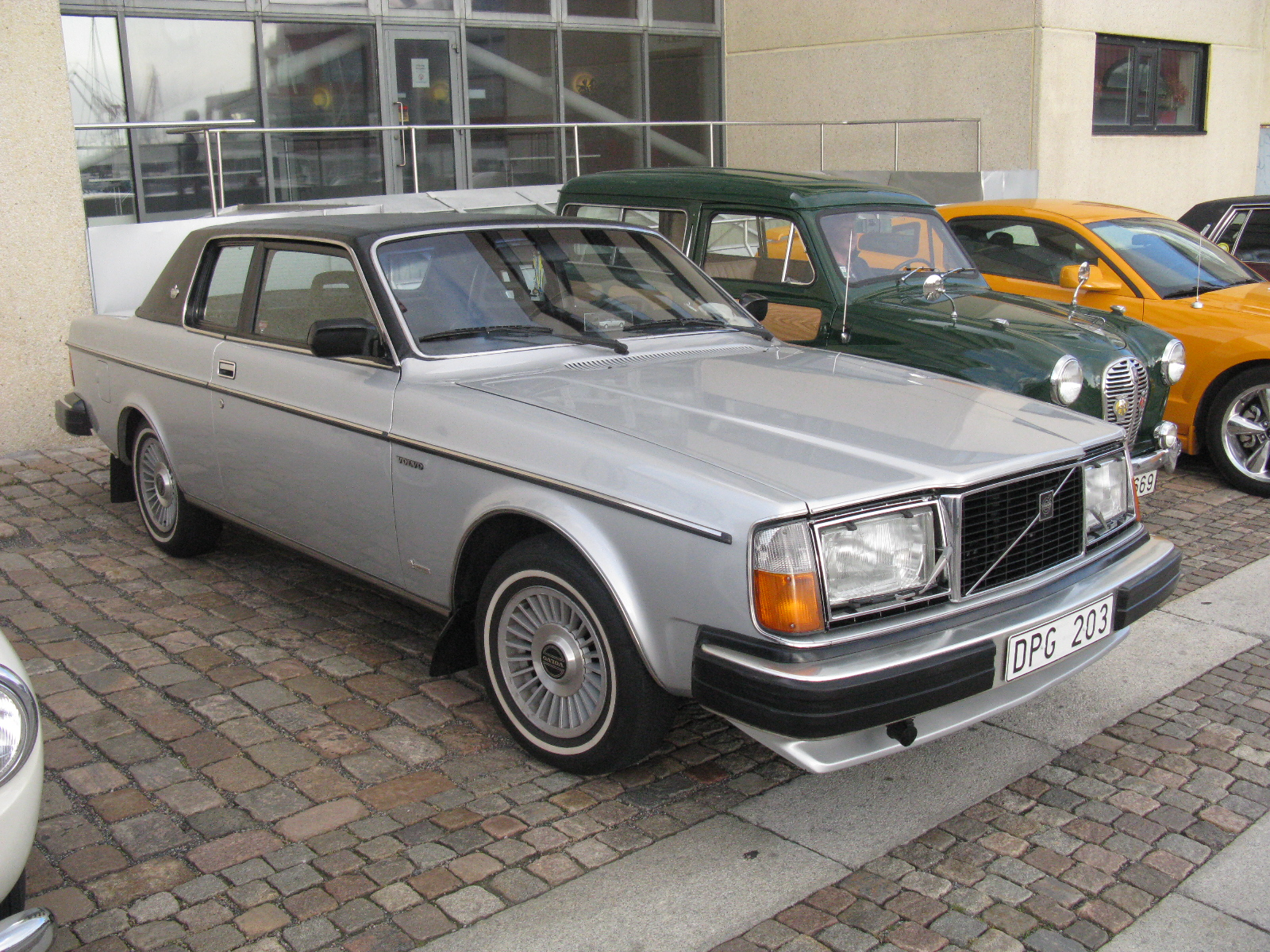
Volvo 262 C (1978–1980)
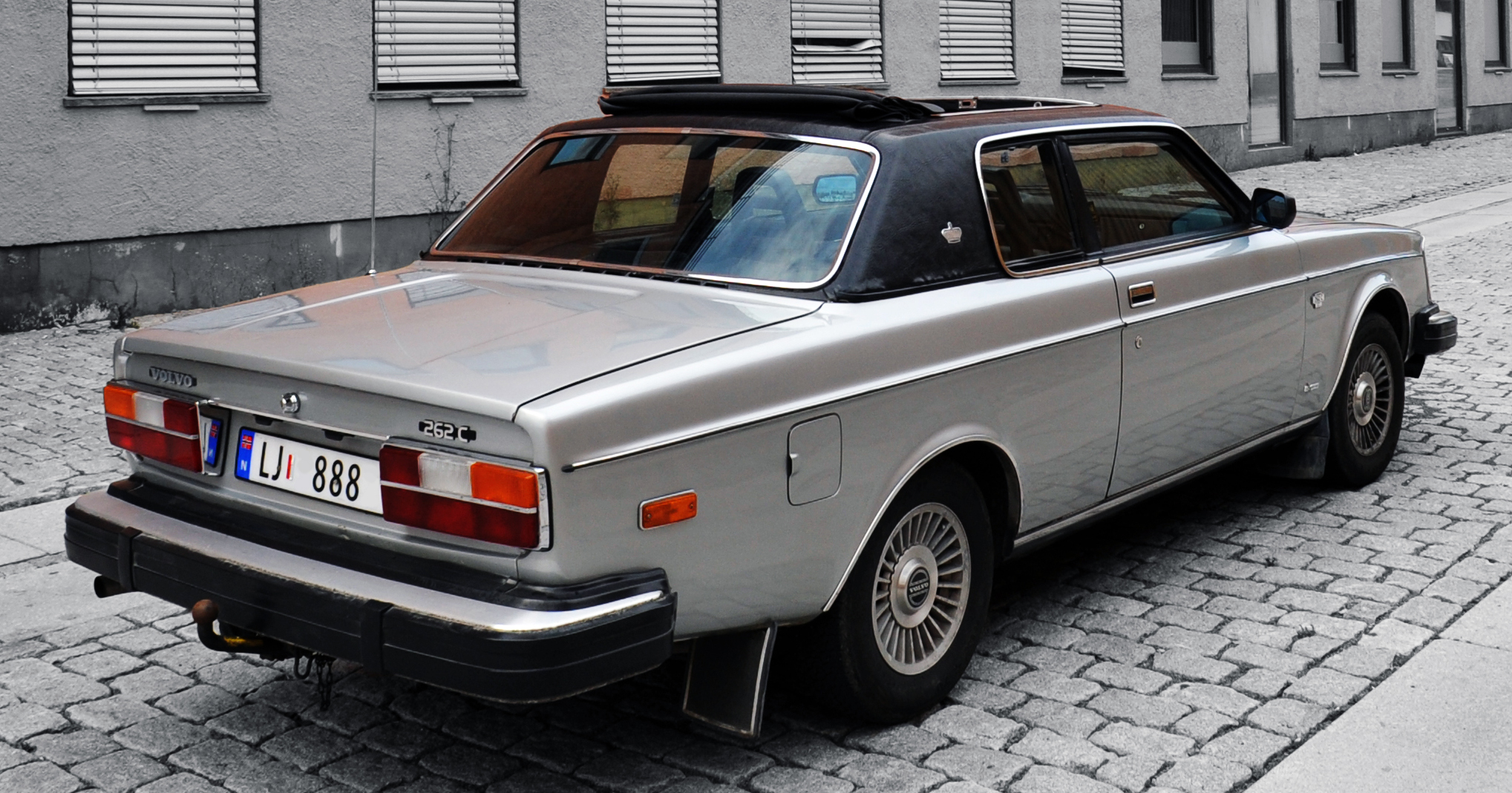
Heckansicht
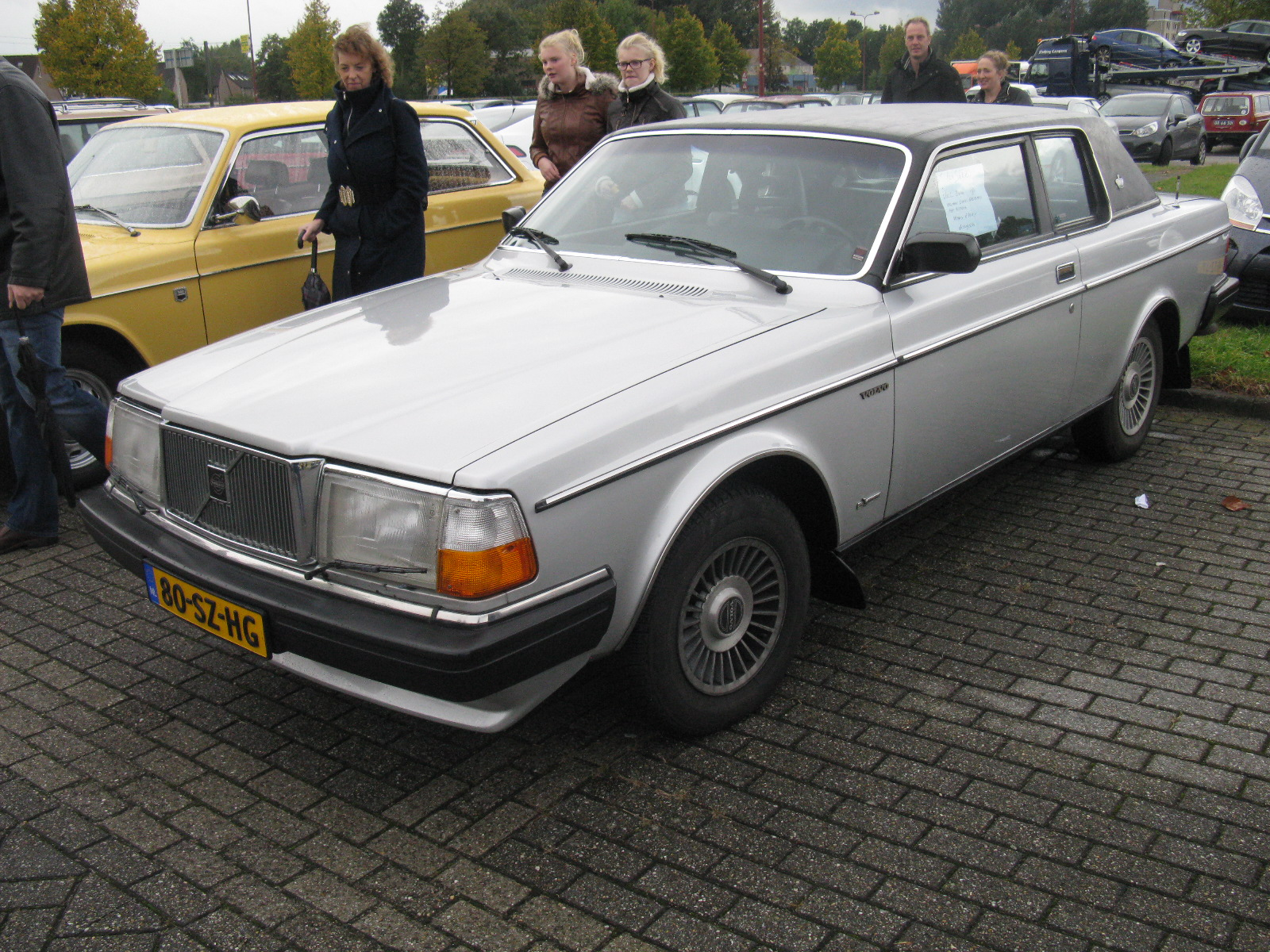
Volvo 262 C (1980–1982)
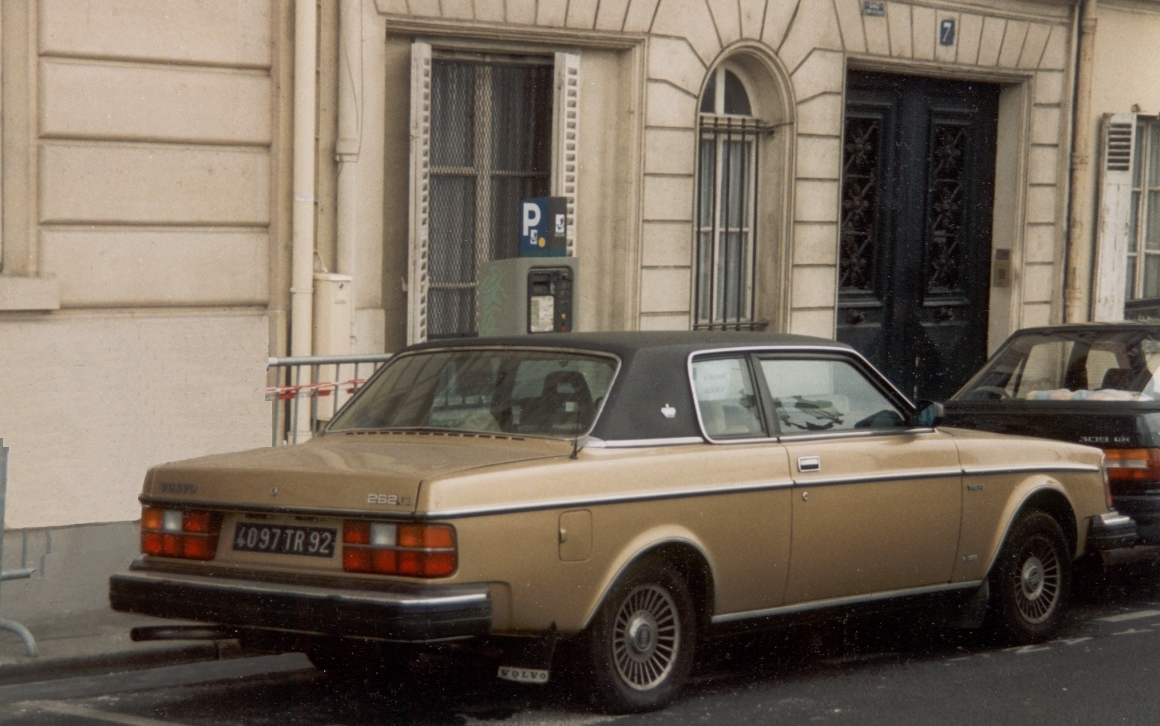
Heckansicht
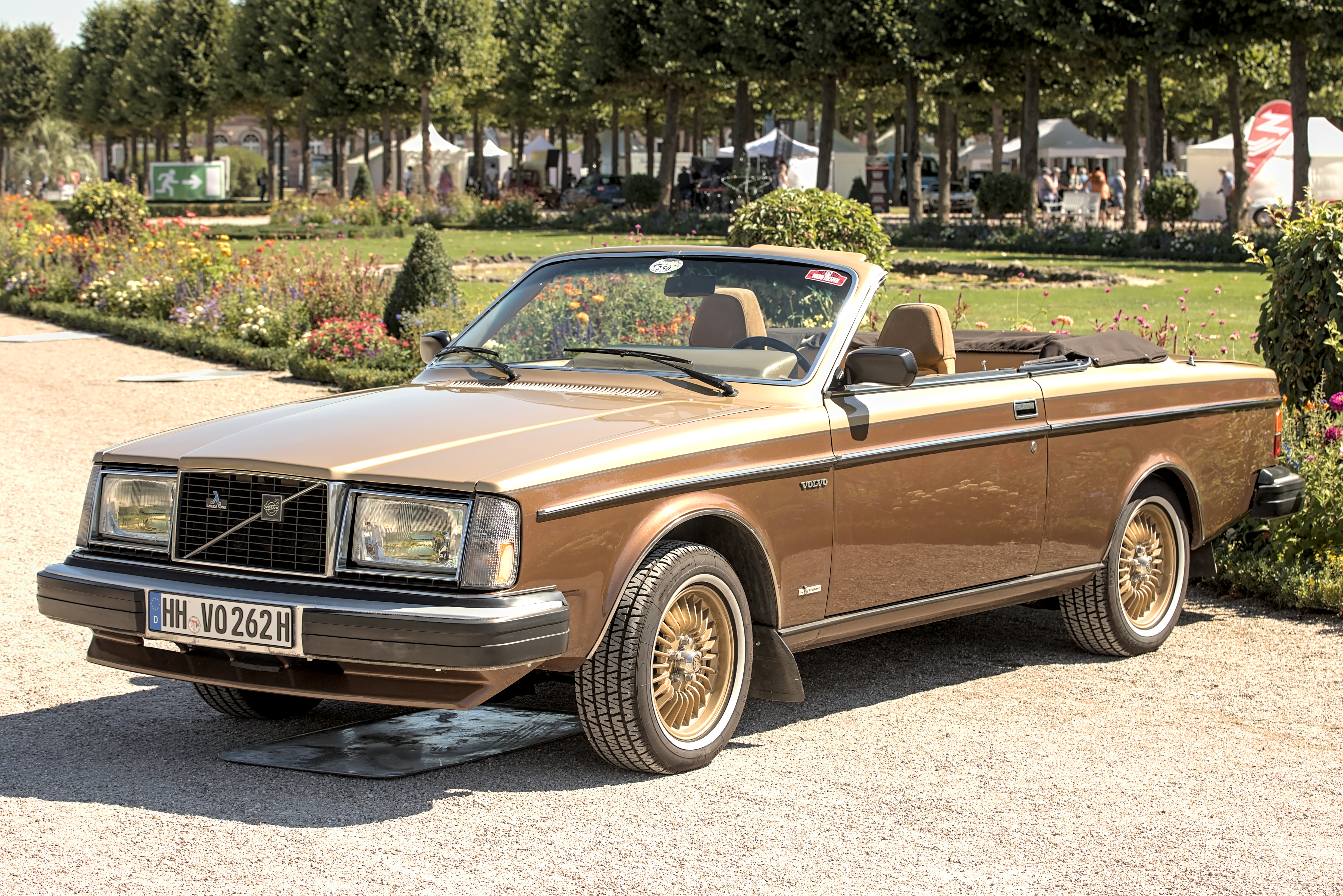
Volvo 262 C Solaire, 5 Stück
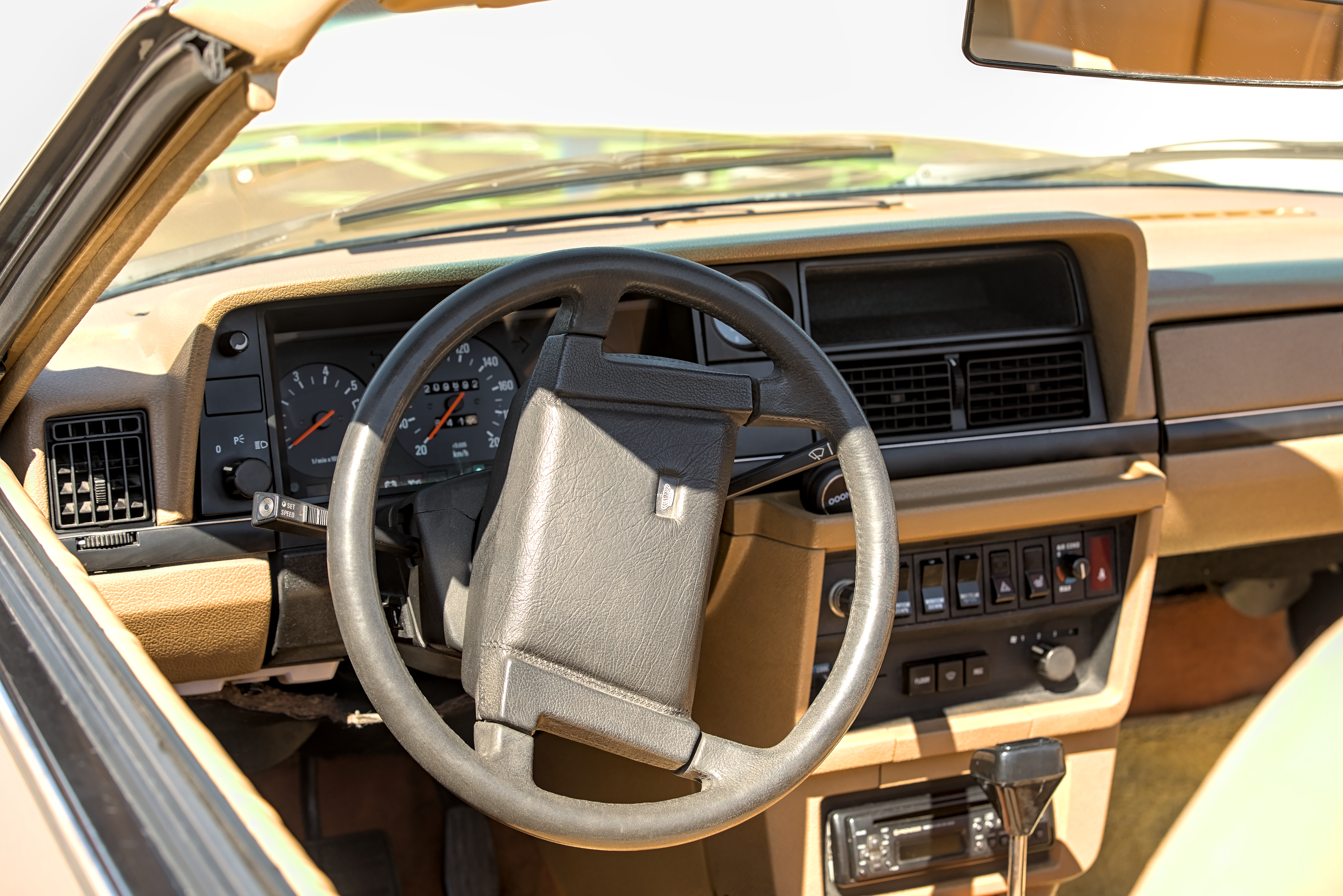
Solaire Armaturentafel

## Der Volvo 262 C heute

### Bestand und Wertentwicklung
Das Modell gilt mit einer Produktionszahl von 6.622 Stück als Seltenheit. Der Großteil der noch existierenden Fahrzeuge ist in den USA zu finden, dort wurden ca. 75 % der Gesamtproduktion abgesetzt. Die Fahrzeuge leiden (2008) unter der bei Bertone seinerzeit nachlässig betriebenen Rostvorsorge. Gepflegte Fahrzeuge mit geringem Rostbefall sind daher selten und teuer. Im Originalzustand erhaltene Wagen der Note 2 mit geringer Laufleistung erreichen und überschreiten Preise von 10.000 bis 15.000 €.

### Unterhalt und Ersatzteillage
Der Kraftstoffverbrauch des Fahrzeugs liegt je nach Fahrweise bei 11 bis 20 l/100 km. Der Hersteller sieht ein Wartungsintervall von 10.000 km vor.
Europäische Ausführungen des Volvo 262 C werden mangels Katalysator in die höchste Steuerklasse für Benziner eingestuft. Für den US-Markt produzierte Modelle besitzen hingegen einen geregelten Katalysator. Europäische Fahrzeuge können nachgerüstet werden. Inzwischen besteht in Hinblick auf das Alter der Fahrzeuge auch die Möglichkeit, den Volvo 262 C mit H-Kennzeichen zu einem ermäßigten Steuersatz als Oldtimer zuzulassen.

### Ersatzteile
Die Ersatzteillage schwankt je nach Bauteil zwischen gut bis sehr schlecht. Extrem schwierig ist die Teileversorgung für den Innenraum, da viele der betreffenden Teile speziell für dieses Modell hergestellt wurden. Ebenso sind einzelne Karosserieteile aufgrund der Sonderanfertigung durch Bertone neuwertig wohl nur noch als Einzelanfertigung zu bekommen. Technische Komponenten wie Motoren und Getriebe sind hingegen leicht erhältlich, da diese Teile zu 100 % kompatibel mit denen anderer Modelle der 200er-Reihe sind.